# 高槻市立五百住小学校
高槻市立五百住小学校（たかつきしりつよすみしょうがっこう）は、大阪府高槻市にある公立小学校。

## 沿革
- 1975年4月1日　高槻市立如是小学校より分離開校
- 同7月10日　プール完工
- 同12月23日　体育館完工
- 1976年2月5日　校章制定
- 1981年2月9日　校歌制定

## 通学区域
- 高槻市 桜ヶ丘北町、桜ヶ丘南町、登美の里町、富田町1丁目1～10番、西五百住町、東五百住町1丁目1～16・18番、東五百住町2丁目1～5・21～28・30～37番、東五百住町3丁目

卒業生は基本的に高槻市立如是中学校へ進学する。

## 交通アクセス
JR京都線 摂津富田駅または阪急京都線 富田駅から徒歩約10分。